# La guerra dels policies
La guerra dels policies (títol original: La Guerre des polices) és una pel·lícula francesa dirigida per Robin Davis, estrenada l'any 1979. Ha estat doblada al català.

## Argument
L'equip del comissari Ballestrat, de la brigada territorial, espera sis hores del matí amb la finalitat de capturar Sarlat, l'enemic públic n° 1. Però arriben Fush i els homes antimàfia i Ballestrat no vol la seva presència.
Conseqüències: un policia mor i Sarlat queda lliure. El cap del gabinet del ministeri de l'interior dona a Ballestrat l'ordre de cooperar amb ela antimàfia. Però persegueixen Sarlat per la seva banda.
També Fush està a punt d'atrapar-lo quan és traït per una dona de la brigada territorial, Maria, amb qui té relacions amistoses.
Les dues brigades xoquen sense parar fins a declarar « la guerra de les policies ». Fush estén a Sarlat una primera trampa que fracassa.

## Repartiment
- Claude Brasseur: el comissari Jacques Fush
- Claude Rich: el comissari Ballestrat
- Marlène Jobert: Marie Garcin
- Georges Staquet: Colombani
- Jean-François Stévenin: Capati
- Étienne Chicot: Larue
- David Jalil: Djalloud
- Gérard Desarthe: Hector Sarlat
- Jean Rougerie: Mermoz
- Jean-Pierre Kalfon: Marc
- Jacques Lalande: Pralin
- Catherine Rétoré: l'artista
- Rufus: Le Garrec,
- Philippe Villiers:
- Roger Mirmont: Lagrange
- Frank-Olivier Bonnet: René
- Albert Dray: Francis
- Féodor Atkine: Mannékian
- Ludmila Mikael: la jutge François
- François Périer: el cap de policia
- Luc Bergerac: Charly
- Jacqueline Parent: la prostituta
- Maurice Illouz
- Louise Chevalier
- Sydney Boccara

## Premis
- César del cinema 1980: César al millor actor per Claude Brasseur